# BS12歌謡ナイト jazzyなライブショー
『BS12歌謡ナイト jazzyなライブショー』（ビーエスじゅうにかようナイト ジャジーなライブショー）は、2015年10月6日から2017年9月27日までBS12 トゥエルビで放送されていた歌謡番組である。全24回（毎月第3・4・5週に行われる再放送の回数を含めず）＋スペシャル放送4回。

## 概要
演歌や歌謡曲のスターたちをライブハウスに招き、彼らがジャズバンドの演奏をバックに往年のヒット曲を熱唱する模様を放送していた番組。
番組は、毎月第1・2週に新作の映像を放送し、第3・4・5週に過去の内容を再放送するという方式を採っていた。ただし4月改編前の2016年3月22日（3月第4週）には、完全新作の2時間スペシャルを放送した。
レギュラー放送は2016年9月27日放送分をもって終了したが（再放送の期間も含む。本放送は同年9月13日に終了）、その後も2016年12月 - 2017年1月にかけての再放送と、半年ごとに開催する同名の公開収録イベント『BS12歌謡ナイト jazzyなライブショー』の放送が行われていた。
公開収録はその後も引き続き行われているが、第3回『歌謡ナイト jazzyなライブショー Special Stage 3』以後の公演はトゥエルビではなくBS日テレで放送されている（放送上でのタイトルは『大人の名曲ライブ 今宵☆jazzyに！』）。またこれに伴い、第3回以後の公演はタイトルからBS12の文字が外されている。このイベントは、2019年2月23日の第5回公演をもって『今宵★jazzyに！』と改題する予定。

## 放送データ

### レギュラー放送
- 放送日時：2015年10月6日 - 2016年9月27日（火曜） 21:00 - 21:55
- 前期MC：モト冬樹（ギター奏者兼務）、Mei （バイオリン奏者兼務）、才恵加（サックス奏者兼務）、クリヤ・マコト（ピアノ・編曲・バンドマスター）
- 後期MC：モト冬樹、才恵加、岡部磨知
- 備考：第3・4・5週には過去の内容を再放送。本放送は2016年9月13日に終了。

### BS12歌謡ナイト jazzyなライブショー 2時間スペシャル
- 放送日時：2016年3月22日（火曜） 20:00 - 21:55
- レギュラー：モト冬樹、Mei、才恵加、クリヤ・マコト（ピアノ・編曲・バンドマスター）
- 演奏：クリヤ・マコト（ピアノ・編曲・バンドマスター）、寺井尚子、吉田次郎、納浩一、則竹裕之

### BS12歌謡ナイト jazzyなライブショー 大晦日一挙放送
- 放送日時：2016年12月31日（土曜） 13:00 - 14:55
- MC：モト冬樹、才恵加、岡部磨知
- 演奏：クリヤ・マコト（ピアノ・編曲・バンドマスター）、寺井尚子、吉田次郎、納浩一、則竹裕之

### BS12歌謡ナイト jazzyなライブショー スペシャルライブ
- 開催場所：2017年2月1日（水曜） 板橋区立文化会館 大ホール[9]
- 放送日時：2017年3月18日（土曜） 20:00 - 21:55
- 司会：モト冬樹、森口博子
- アシスタント：岡部磨知、才恵加
- 演奏：クリヤ・マコト（ピアノ・編曲・バンドマスター）、寺井尚子、吉田次郎、納浩一、則竹裕之、中村恵介、平木LAGGY宏隆、佐藤知昭

### BS12歌謡ナイト jazzyなライブショー Special Stage 2
- 開催場所：2017年8月31日（木曜） 板橋区立文化会館 大ホール[10]
- 放送日時：2017年9月27日（水曜） 18:00 - 20:00
- 司会：モト冬樹、森口博子
- 奏者：クリヤ・マコト（ピアノ・編曲・バンドマスター）、寺井尚子、吉田次郎、土生みさお、出口優日＆JUDY、則竹裕之、納浩一、中村恵介、平木LAGGY宏隆、佐藤知昭、才恵加、岡部磨知